# Irina Koržanenko
Irina Nikolaevna Koržanenko (in russo Ирина Николаевна Коржаненко?; Azov, 16 maggio 1974) è un'ex pesista russa, campionessa mondiale indoor nel 2003, europea nel 2002 ed europea indoor nel 1998.
Nel 1999 le venne tolta la medaglia d'argento vinta ai mondiali indoor di Maebashi perché trovata positiva allo stanozololo. Dopo aver vinto l'oro alle Olimpiadi di Atene 2004 nel getto del peso è stata trovata ancora una volta positiva ad un test antidoping alla stessa sostanza e, il 21 settembre 2005, è stata ufficialmente squalificata a vita dalle competizioni.

## Palmarès
| Anno | Manifestazione   | Sede              | Evento         | Risultato | Misura  | Note |
| ---- | ---------------- | ----------------- | -------------- | --------- | ------- | ---- |
| 1993 | Europei juniores | San Sebastián     | Getto del peso | 7ª        | 15,31 m |      |
| 1995 | Mondiali         | Göteborg          | Getto del peso | 12ª       | 17,88 m |      |
| 1996 | Olimpiadi        | Atlanta           | Getto del peso | 8ª        | 18,68 m |      |
| 1997 | Mondiali indoor  | Parigi            | Getto del peso | Bronzo    | 19,46 m |      |
| 1997 | Mondiali         | Atene             | Getto del peso | 16ª       | 17,80 m |      |
| 1997 | Universiadi      | Catania           | Getto del peso | Oro       | 19,39 m |      |
| 1998 | Europei indoor   | Valencia          | Getto del peso | Oro       | 20,25 m |      |
| 1998 | Europei          | Budapest          | Getto del peso | Argento   | 19,71 m |      |
| 1999 | Mondiali indoor  | Maebashi          | Getto del peso | dq        | dq      |      |
| 2001 | Mondiali         | Edmonton          | Getto del peso | 5ª        | 19,35 m |      |
| 2002 | Europei          | Monaco di Baviera | Getto del peso | Oro       | 20,64 m |      |
| 2003 | Mondiali indoor  | Birmingham        | Getto del peso | Oro       | 20,55 m |      |
| 2003 | Mondiali         | Parigi            | Getto del peso | 4ª        | 19,17 m |      |
| 2004 | Olimpiadi        | Atene             | Getto del peso | dq        | dq      |      |

## Altre competizioni internazionali
1995
- Coppa Europa di atletica leggera ( Villeneuve d'Ascq)

1997
- Coppa Europa di atletica leggera ( Monaco di Baviera)

1998
- Coppa Europa di atletica leggera ( San Pietroburgo)

2001
- Coppa Europa di atletica leggera ( Brema)